# Proxius incrustatus
Proxius incrustatus är en insektsart som beskrevs av Carl Stål 1873. Proxius incrustatus ingår i släktet Proxius och familjen barkskinnbaggar. Inga underarter finns listade i Catalogue of Life.